# Эмирварлы
Эмирварлы (азерб. Əmirvarlı) — село в Джебраильском районе Азербайджана.

## История
В годы Российской империи село Эмирварлы входило в состав Джебраильского уезда Елизаветпольской губернии, а в советские годы —  в состав Джебраильского района Азербайджанской ССР.
В результате Первой карабахской войны в августе 1993 года село перешло под контроль непризнанной Нагорно-Карабахской Республики. Фактический контроль сепаратистскими силами осуществлялся до 19 октября 2020 года. 19 октября 2020 года президент Азербайджана Ильхам Алиев заявил, что азербайджанская армия взяла контроль над селом Эмирварлы в Джебраильском районе.

## Экономика
До 1993 года основной отраслью хозяйства была животноводство и сельское хозяйство, но население также занималось шелководством и виноградарством.